# Жолобович Олександра Олександрівна
Олександра Олександрівна Жолобович (нар. 6 березня 2000, смт Тересва, Тячівський район, Закарпатська область) — українська гандболістка, яка грає за румунський клуб «Марта» і молодіжну збірну України (U-19). Виступає на позиції лівої півсередньої.
Також грає в пляжний гандбол, у складі збірної України брала участь у чемпіонаті Європи 2016 серед дівчат до 16 років.

## Життєпис
Із гандболом познайомилася завдяки батькові, який є вболівальником цієї гри й привів дівчинку на секцію гандболу. Вихованка Тячівської ДЮСШ (тренери Юлія Божук і Єлизавета Попович), закінчила Львівське державне училище фізичної культури (2016).
16-річна гравчиня перед сезоном 2016/17 потрапила до основного складу клубу «Галичанка» (Львів) і дебютувала в Суперлізі України. З сезону 2017/2018 грає за румунський клуб «Марта». З сезону 2020/2021 — білоруський клуб «Вікторія-Берестьє» (Брест).